# Nikifor Grigorjev
Nikifor Alexandrovič Grigorjev či ukrajinsky Nykyfor Oleksandrovič Hryhorjev (ukrajinsky Матвій Олександрович Григоріїв rusky Никифор Александрович Григорьев), (9. února 1885 – 27. července 1919) byl ukrajinský partyzán a člen Černé a Rudé armády.

## Před revolucí
Nikifor Grigorjev se narodil jako Nikifor Servetnik (Серветник) v Dunajevcech. Později odešel do vesnice Grigorjevo, podle níž si změnil jméno. Účastnil se rusko-japonské války jako jezdec a první světové války, kde se vypracoval na štábního kapitána.

## Revoluce
Po Říjnové revoluci podporoval Ukrajinskou lidovou republiku a stal se plukovníkem. Účastnil se státního převratu vedeného hejtmanem Pavlem Skoropadským, poté však podporoval Symona Petljuru.
Roku 1919 však opět změnil stranu a přidal se k Rudé armádě, s níž dobyl Čerkasy, Cherson a Oděsu. Ve stejném roce však Rudou armádu opustil a začal spolupracovat s Černou armádou Nestora Machna.
Machno však pochyboval o Grigorjevově spolupráci (Grigorjev byl antisemita a většina Machnových spolubojovníků byli Židé). Hlavně však začal Grigorjev navazovat kontakty s bílým generálem Antonem Děnikinem. Proto byl Grigorjev 27. července 1919 zastřelen vojáky armády Nestora Machna. Vrahem byl anarchistický voják Čubenko.[zdroj?]